# Tomas Fujiwara
Tomas A. Fujiwara (* 1977 in Boston) ist ein US-amerikanischer Jazz- und Improvisationsmusiker (Schlagzeug).

## Leben und Wirken
Fujiwara wuchs in Boston auf; mit sieben Jahren begann er unter dem Eindruck der Drum Battle zwischen Buddy Rich und Max Roach sich für Musik zu interessieren. Nach dem zweijährigen Studium bei Joyce Kauffman und acht Jahren Unterricht bei Alan Dawson arbeitet er seit den 2000er Jahren in der amerikanischen Jazzszene, u. a. mit Taylor Ho Bynum, Ralph Alessi, Matt Bauder, Trevor Dunn, Mary Halvorson, Sunny Jain, Steve Lehman, Reuben Radding, Matana Roberts und Brandon Seabrook. 2010 erschien sein Debütalbum Actionspeak (mit Mary Halvorson, Brian Settles, Danton Boller und Jonathan Finlayson), gefolgt von The Air Is Different (482 Music, 2012).
Fujiwara betätigte sich zudem als Komponist für Theater, Film und Tanz sowie als Musikpädagoge. 2018 leitete Fujiwara das 7 Poets Trio, mit Patricia Brennan und Tomeka Reid. Zu hören ist er auch auf   Michael Formaneks The Distance (2016), Reids Old New (2019) und Mary Halvorsons Alben Amaryllis / Belladonna (2022), Cloudward (2024) und About Ghosts (2025).

## Diskographische Hinweise
- Taylor Ho Bynum/Tomas Fujiwara: True Events (482 Music, 2007)
- Ideal Bread: Transmit: Vol. 2 of the Music of Steve Lacy (Cuneiform, 2008, mit Kirk Knuffke, Josh Sinton, Reuben Radding)
- Taylor Ho Bynum/Tomas Fujiwara: Stepwise (Not Two Records, 2010)
- The Air Is Different (RogueArt, 2012)
- After All Is Said (482 Music, 2015), mit Jonathan Finlayson, Brian Settles, Mary Halvorson, Michael Formanek
- The Out Louds (Relative Pitch Records, 2016), mit Ben Goldberg, Mary Halvorson
- Triple Double (Firehouse 12, 2017), mit Taylor Ho Bynum, Mary Halvorson, Brandon Seabrook, Ralph Alessi, Gerald Cleaver
- Thumbscrew: Ours und Theirs (Cuneiform, 2018), mit Mary Halvorson, Michael Formanek
- 7 Poets Trio (RogueArt, 2019)
- Thumbscrew: The Anthony Braxton Project (2020)
- Mary Halvorson’s Code Girl: Artlessly Falling (Firehouse 12, 2020)
- Thumbscrew: Never Is Enough (2021), mit Mary Halvorson, Michael Formanek
- Tomas Fujiwara Triple Double: March (Firehouse 12, 2022)
- Thumbscrew: Multicolored Midnight (2022), mit Mary Halvorson, Michael Formanek
- Triple Double: March On (2023)
- Illegal Crowns: Unclosing (Out of Your Head, 2023)
- 7 Poets Trio: Pith (Out Of Your Heads, 2023)
- Tomas Fujiwara's Triple Double: New York City, NY (Kipepeo Publishing, 2024)[2]
- Thumbscrew: Wingbeats (Cuneiform, 2024)
- Dream Up (Out of Your Head, 2025), mit Tim Keiper, Kaoru Watanabe, Patricia Brennan